# Йоахим Вейнгарт
Йоахим Вейнгарт (фр. Joachim Weingart; 1895-1942) — український та французький художник єврейського походження. Представник Паризької школи.

## Біографія
Йоахим Вейнгарт народився 1895 року у Дрогобичі у сім'ї торговця вином. У 1912 році навчався у школі ужиткового мистецтва у Веймарі, а з 1914 року — у Віденській академії витончених мистецтв. Після Першої світової війни жив у Дрогобичі та Львові. У 1921—1923 роках навчався у Берліні у студії Олександра Архипенка. Там познайомився із Зигмундом Менкесем та Альфредом Абердамом. У вересні 1923 року в штаб-квартирі Товариства друзів образотворчого мистецтва у Львові відбулася його персональна виставка.
У 1923 році Йоахим Вейнгарт та Зигмунд Менкес переїжджають до Парижа, де зупиняються у «Hôtel Medical», пристанку для художників. Там Йоахим Вейнгарт, Альфред Абердам, Леон Вайсберг та Зігмунд Менкес засновують «Групу чотирьох». У 1925 Вейнгарт переїжджає у студію у Монпарнасі. У Парижі він одружився з Мюріель Маркет, у них був син Ромен Вайнгартен — майбутній французький поет і драматург. у 1932 році відбулась персональна виставка у Варшаві.
30 квітня 1942 року Йоахим Вейнгарт заарештований гестапо. Його депортували в Освенцим, де він загинув у концтаборі Аушвіц.

## Галерея

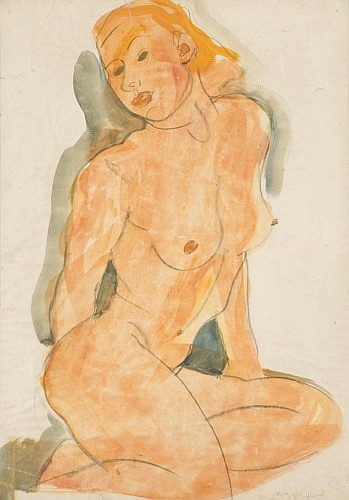
Акт акварель
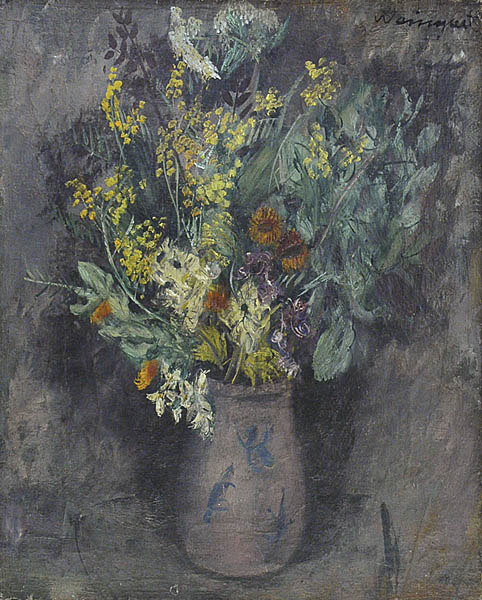
Мімози
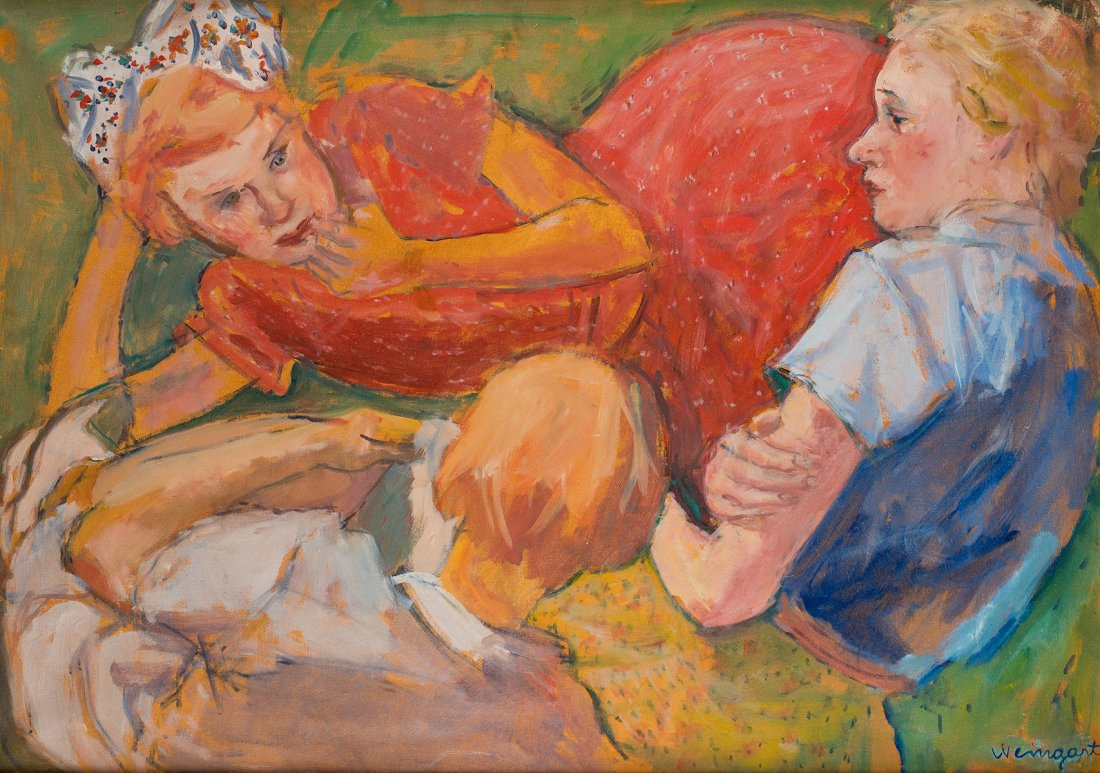
Розмова
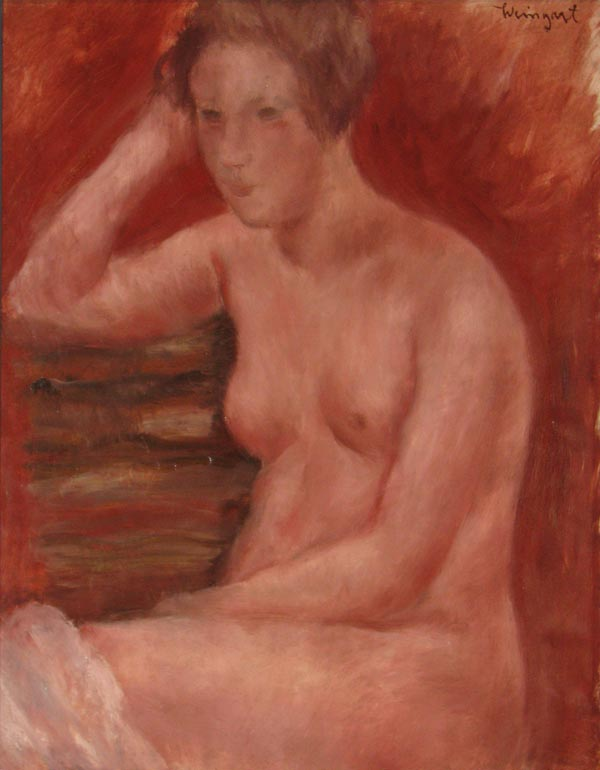
Акт червоний
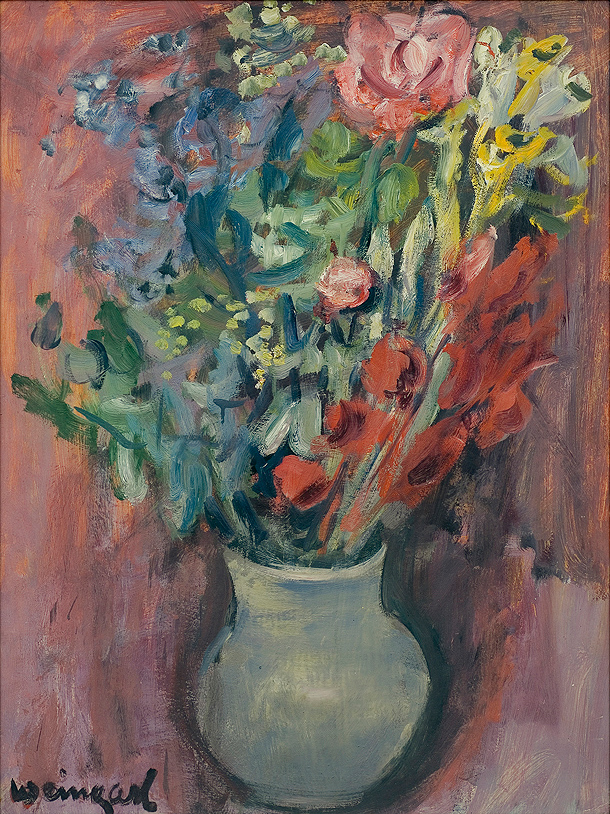
Квіти у вазоні
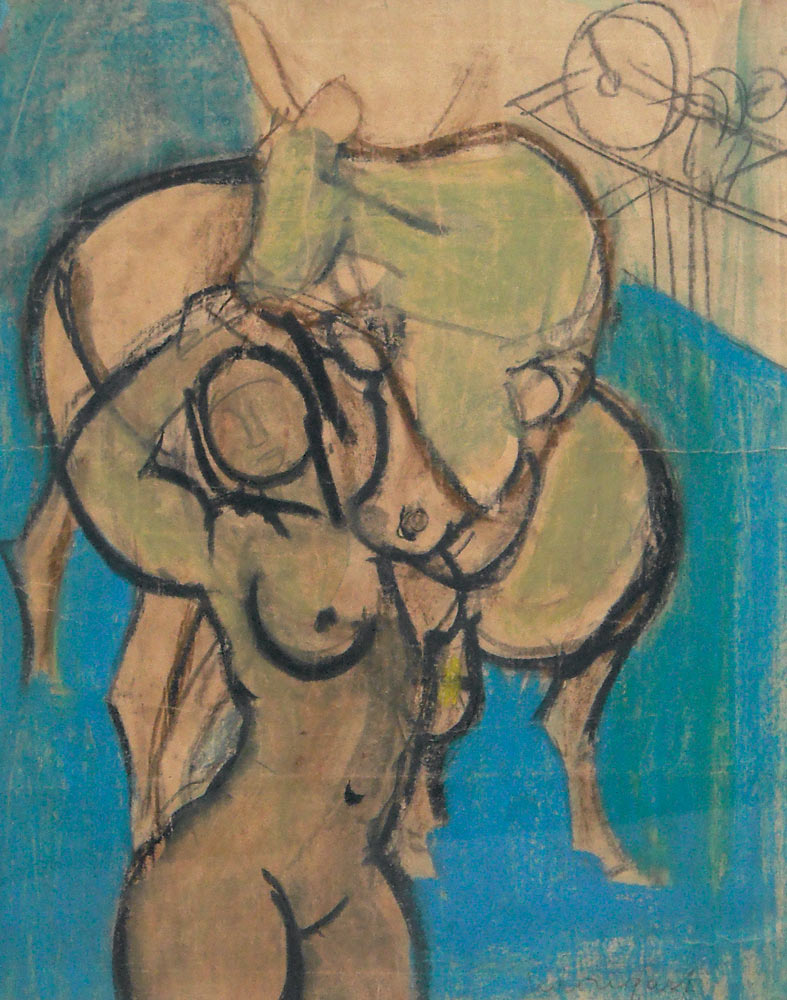
Сцена алегорична
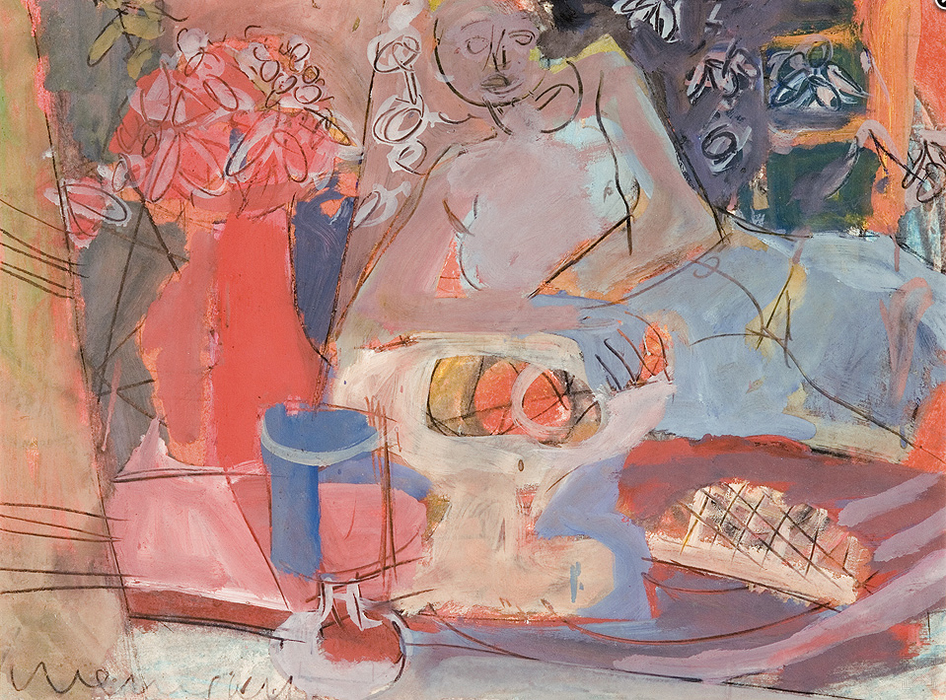
Жінка з квітами